# 白毫银针

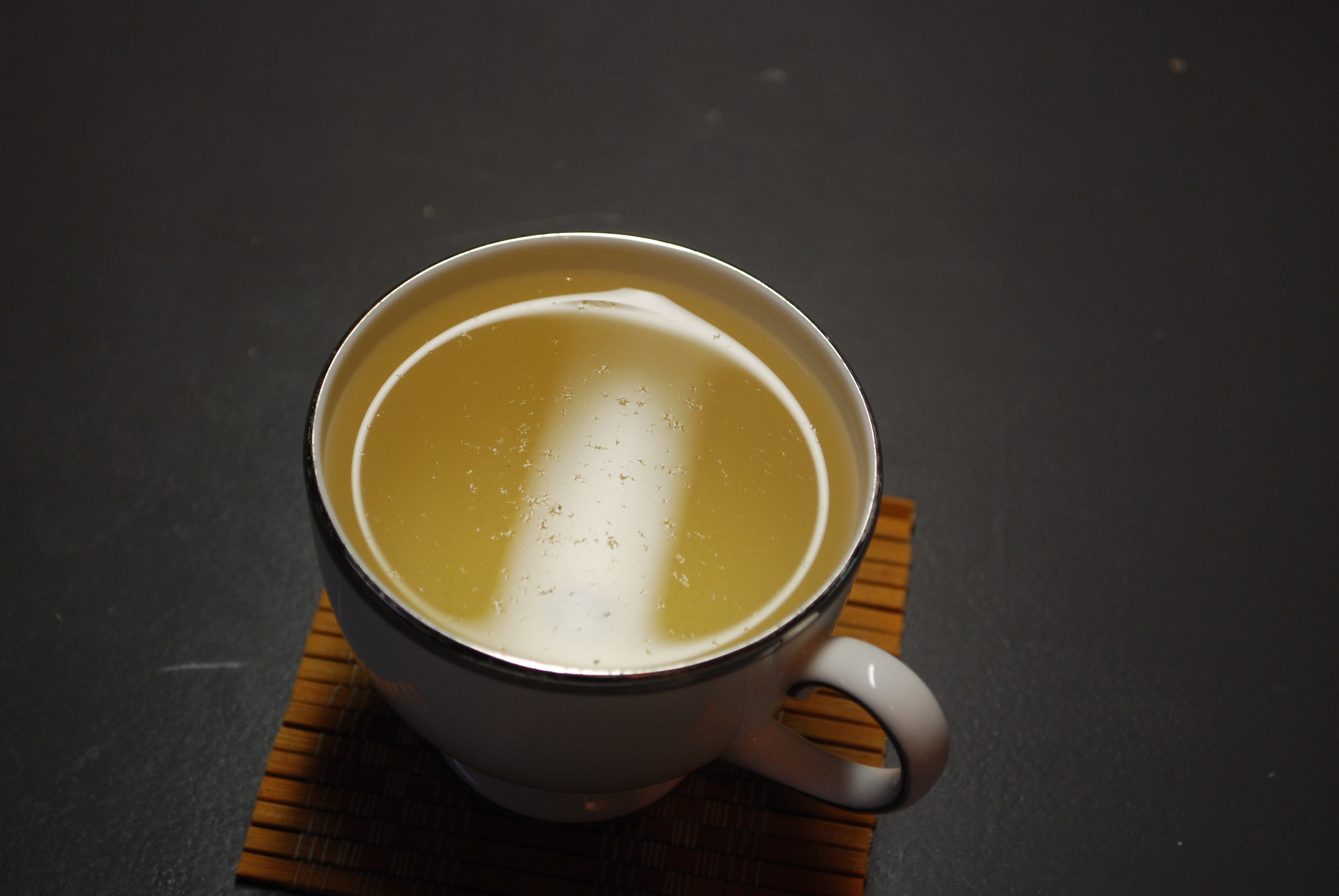
白毫银针

白毫银针产于中国福建省东北部的福鼎市，属于白茶，是白茶中的珍品。该茶色白如银、形状如针，有明目降火的奇效，可治大火症。